# Північноамериканські Кордильєри
Північноамерика́нські Кордильє́ри (англ. North American Cordillera) — група гірських систем у Північній Америці, тягнеться вздовж узбережжя Тихого океану; довжина 8000 км, найвища висота до 6191 м (гора Деналі); поділяється на Північні Кордильєри, Центральні Кордильєри та Південні Кордильєри; сформовані в альпійському орогенезі. Складена з трьох складчастих хребтів: західний (Сьєрра-Мадре), південний (Сьєрра-Мадре), центральний (Каскадні гори, Сьєрра-Невада), а також східні (Скелясті гори); розділені посеред гір височинами (Колумбії, Колорадо і Мексиканською); діючі вулкани; землетруси; льодовики, межа вічного снігу — від 600 м на півночі до 4600 м на півдні; розвинутий туризм; видобуток нафти, природного газу, руд міді, цинку. свинцю, молібдену, урану, золота, срібла.
Кордильєри Північної Америки — частина гірської системи Кордильєр, витягнута по західній околиці Північної Америки (включаючи Центр. Америку). Довжина понад 9000 км, ширина 800—1600 км. Кордильєри Північної Америки утворені різнорідними та різновіковими геологічними структурами, включаючи жорсткі масиви докембрію (плато Колорадо, деякі хребти Скелястих гір), складчасті товщі осадових і метаморфічних порід палеозою (гірські масиви Юкон[уточнити] та Макензі), мезозойські батоліти (Береговий хребет, Сьєрра-Невада), вулканічні й вулканогенні товщі (хребти Західного поясу). Кордильєри Північної Америки містять родовища руд кольорових металів, ртуті, золота, нафти, кам'яного вугілля.
Майже по всій довжині Кордильєри Північної Америки складаються з трьох поздовжніх орографічних поясів.
- Східний пояс (пояс Скелястих гір) утворюють хребти Брукс, Східний Сьєрра-Мадре, гори Макензі, власне Скелясті гори. Висота до 4399 м (гора Елберт).
- Західний (Тихоокеанський) пояс представлений смугою високих складчастих і вулканічних хребтів; найбільші з них — Аляскинський (з найвищою точкою Північної Америки — гора Деналі (Мак-Кінлі), 6191 м), Алеутський (гора Редаут, 3108 м), Береговий (гора Ваддингтон, 4019 м), Каскадні гори (гора Рейнір, 4392 м), Сьєрра-Невада (гора Вітні, 4421 м), Західна Сьєрра-Мадре, Поперечна Вулканічна Сьєрра, Південна Сьєрра-Мадре. На крайньому заході гори роздроблені, до гірського ланцюга там входить ряд островів (архіпелаг Александра, острів Ванкувер та ін.).
- Внутрішній пояс утворюють плато та плоскогір'я — Юкон, Фрейзер, Колумбійське, Великий Басейн, Колорадо, Мексиканське нагір'я, які розділені глибокими тектонічними депресіями.

У Кордильєрах Центральної Америки та Вест-Індії виділяють кілька гірських дуг, які розділені глибокими западинами: північна продовжує системи Скелястих гір і Східних Сьєрра-Мадре, слідує через острови Кайман на Кубу, Гаїті, Пуерто-Рико і закінчується на острові Сент-Томас; більш південна дуга — продовження Південної Сьєрра-Мадре — переходить у гори Ямайки, південної частини Гаїті і з'єднується з північною дугою на Пуерто-Рико; третю дугу утворює Вулканічна Сьєрра. Вона починається поблизу мексикансько-гватемальського кордону і закінчується на заході Панами, орографічно і структурно переходячи в Анди Південної Америки. Площа заледеніння 67 тис. км², головним чином на Алясці. У Кордильєрах Північної Америки беруть початок багатьох великих річок — Юкон, Макензі, Піс-Рівер, Міссурі, Колумбія, Колорадо, Ріо-Гранде.